# Зангелански рејон
Зангелански рејон (азер. Zəngilan rayonu, јерм. Զանգելանի շրջան), једна је од 78 административно-територијалних јединица Азербејџана, који се скоро у целости налазио под контролом самопроглашене државе Нагорно-Карабах. Округ је враћен под контролу Азербејџана након Другог рата за Нагорно-Карабах. Административни центар рејона се налази у граду Зангелан. 
Зангелански рејон обухвата површину од 710 km² и има 40.500 становника (подаци из 2011). 